# Istrebitel Skladnoi
Istrebitel Skladnoi (russisch: Истребитель складной) ist eine Reihe von Jagdflugzeug-Konstruktionen, die in den 1940er Jahren in der  Sowjetunion entworfen und teilweise auch gebaut und geflogen wurden. Der Begriff heißt so viel wie „zusammenklappbarer Jäger“ und wurde in den 1930er Jahren durch den Konstrukteur Wladimir Wassiljewitsch Schewtschenko geprägt.
Als Istrebitel Skladnoi wurden Typen bezeichnet, die sich von einem Doppeldecker zu einem Schulterdecker umfunktionieren ließen. Dazu wurden die unteren Tragflächen nach dem Start des Flugzeugs durch einen pneumatischen Mechanismus in dafür vorgesehene Einwölbungen im Rumpf der Maschine eingezogen. Das Fahrwerk wurde davor ebenfalls pneumatisch in die unteren Tragflächen eingefahren. Der faltbare Teil der unteren Tragflächen hatte dementsprechend eine Weite, die kleiner als die Rumpfhöhe war.
Die Motivation für dieses Konzept bestand darin, den Vorteil der für einen Doppeldecker ausreichenden kürzeren Start- und Landebahnen mit dem Vorteil der höheren Maximalgeschwindigkeit eines modernen Eindeckers zu kombinieren und dadurch notwendige Verlängerungen von Landebahnen zu verhindern.
Es wurden mehrere dieser „zusammenklappbaren Jäger“ entworfen und drei Prototypen gebaut:
- Nikitin-Schewtschenko IS-1
- Nikitin-Schewtschenko IS-2
- Nikitin-Schewtschenko IS-4

Das Konzept des Istrebitel Skladnoi wurde, trotz einiger schließlich erfolgreicher Tests mit den obigen Prototypen, im Jahr 1942 fallen gelassen, weil inzwischen andere Methoden wie spezielle Klappen entwickelt wurden, um die Start- und Landeeigenschaften von Eindeckern zu verbessern und ein die Konfiguration der Flügel verändernder Mechanismus einen wesentlich höheren Aufwand bei Produktion und Wartung mitgebracht hätte.